# A Dead Calling
A Dead Calling è un film horror degli Stati Uniti prodotto nel 2006, diretta e scritta da Michael Feifer. La pellicola ha avuto una critica molto negativa, ma l'apparizione di personaggi di alto calibro come Sid Haig gli ha fatto ottenere molto successo.

## Trama
Rachel Beckwith, una giornalista famosa, dopo l'ennesimo notiziario della sera, torna a casa dal fidanzato Brian. Durante la notte avverte strani rumori e scopre che un ladro è entrato nella sua residenza. Il fidanzato lotta con l'intruso, ma viene ucciso a coltellate, mentre lo sconosciuto fugge via dall'appartamento.
Sei mesi dopo: Rachel vive a casa dei genitori George e Marge, abbandonando il suo lavoro. Capendo che non è più possibile continuare a stare col padre e la madre, decide di iniziare a lavorare nel telegiornale locale. Come primo incarico, il direttore dello studio, Stephen Javitz le consiglia di iniziare dall'architettura della città. La donna, ispeziona così la casa più antica della zona, apparentemente abbandonata. Incomincia però ad avere delle inquietanti visioni, dove, il proprietario della dimora, Frank Sullivan, uccide la moglie. Dopo essere stata rassicurata dal suo capo, Rachel ritorna nella casa e incontra Arnie Howard, un giornalista che sta scrivendo un articolo sul proprietario della dimora che in vita era stato negligente e spietato, e da morto molte testimonianze affermano di aver visto il suo spirito. I due giornalisti, decidono quindi di unire le forze per scrivere uno scoop sul fantasma dell'assassino, ma Arnie viene ucciso dal fantasma. Rachel scappa e chiama la polizia, ma questi la credono pazza non trovando il corpo del ragazzo.
Tutti credono che Rachel sia fuori di testa, e anche lei dubita della sua salute mentale quando Stephen le rivela che Arnie era un giornalista morto in quella casa esattamente trentacinque anni fa. Insieme al suo direttore, Rachel si addentrerà nei meandri più scuri del passato di Frank, scoprendo orripilanti segreti.